# Musikantenstadl

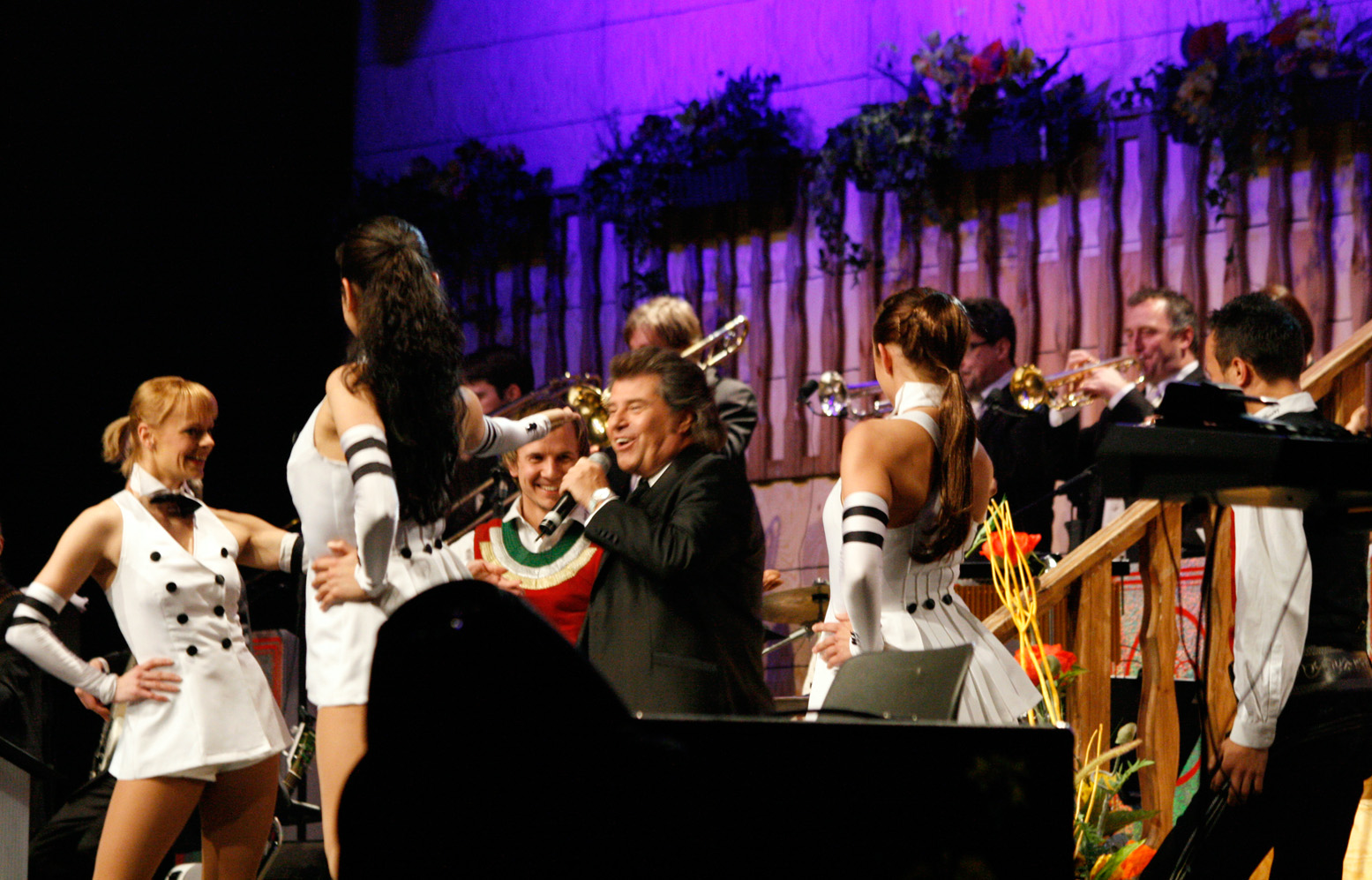
Andy Borg, Musikantenstadl-tour 2010

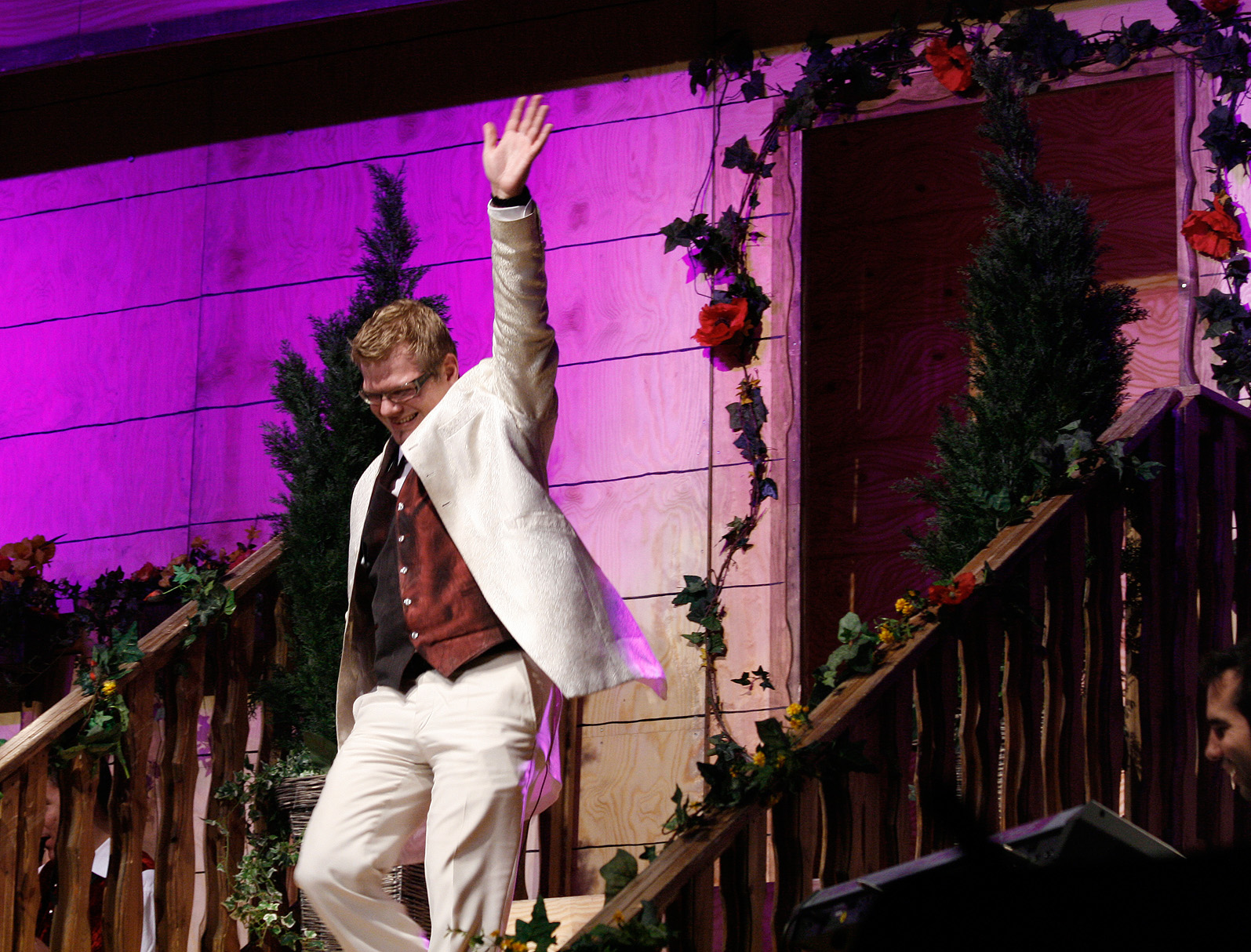
Wolfgang Lindner jr, Musikantenstadl-tour 2010

Musikantenstadl was een rechtstreeks uitgezonden televisieprogramma van de Oostenrijkse publieke omroep ORF met Duitstalige volksmuziek, blaasmuziek, populair klassiek, Duitse schlagers en internationale amusementsmuziek. Het programma bestond sinds 1981 en werd geproduceerd door de ORF, in samenwerking met de als deel van de Duitse publieke omroep ARD opererende Bayerischer Rundfunk en de Zwitserse publieke omroep SRF. Het Musikantenstadl werd in Eurovisieverband door deze drie omroepen uitgezonden. De uitzendingen hebben via de Duitse tv ook in Nederland en België populariteit verworven. De naam "Musikantenstadl" werd in augustus 2015 gewijzigd in "Stadlshow". Van 2017 tot en met 2023 liep enkel nog op oudejaarsavond de "Silvestershow", waarna het programma tot een einde kwam.

## Naam
Het woord Stadl is het in het Zuid-Duitse spraakgebied gebruikte woord voor schuur. Een Musikantenstadl is dus letterlijk een muzikantenschuur. In het Hochdeutsch zegt men geen "Stadl" maar "Scheune".

## Presentatoren
Karl Moik (1938-2015) heeft Musikantenstadl gepresenteerd van 1981 tot 2005. Van 2006 tot 2015 presenteerde Andy Borg Musikantenstadl. Vanaf september 2015 presenteerden Francine Jordi en Alexander Mazzo het Musikantenstadl onder de naam Stadlshow. De laatste oudejaarsavonduitzendingen van de Silvestershow vanaf 2017 werden door Jörg Pilawa gepresenteerd.

## Geschiedenis
Op 5 maart 1981 werd er bij de ORF een proefuitzending gedaan van Musikantenstadl. Dit programma sloeg zo aan dat het daarna niet meer weg geweest is. Vanaf 18 februari 1984 is de Duitse zender ARD, "Duitsland 1", begonnen Musikantenstadl rechtstreeks over te nemen en een jaar later ook in Zwitserland, bij SRF. Het programma bleek dermate populair dat het op zaterdagavond om 20.15 uur zendtijd kreeg voor uitzendingen van ruim twee uur.

## Speciale edities
Sinds 1989 waren er de speciale oudejaarsavonduitzendingen het Silvesterstadl tussen 20.15 en 1.00 uur. Daarnaast waren er nog twee televisieopnames van een Sonderstadl en twee Musikantenstadl unterwegs.

## Musikantenstadl on Tour/Live
Musikantenstadl verzorgde ook evenementen buiten de televisie-uitzendingen, zowel in de Duitstalige landen als daarbuiten. In 2008 kwam Musikantenstadl on Tour in de Rijnhal in Arnhem. Op 8 maart 2015 was Musikantenstadl voor het eerst present op Belgische bodem: op 8 maart 2015 was er Musikantenstadl Live in de Oktoberhallen in Wieze, gepresenteerd door Andy Borg.

## Locaties
De uitzendingen vonden altijd plaats vanaf een locatie ter plaatse. Dit is meestal in Oostenrijk of Zuid-Tirol en een enkele keer in Duitsland, Zwitserland of zelfs buiten de Duitstalige landen.
Eind jaren tachtig en negentig heeft men uitzendingen op locatie in verre oorden verzorgd met medewerking van de televisie ter plaatse:
- 1985 Portorož, met medewerking van de Joegoslavische tv
- 1988 Moskou, het was uniek dat een westerse tv-zender samen met een communistische staatszender een live-televisieprogramma maakte
- 1990 Maribor
- 1994 Toronto-Coliseum Arena, met medewerking van de Canadese staatsomroep
- 1995 Melbourne-Rod Laver Arena
- 1996 Kaapstad
- 1998 Orlando-Disneyworld
- 1999 Peking
- 2000 Cruiseschip New York, New Orleans en het Caribisch gebied
- 2001 Dubai, op persoonlijke uitnodiging van de sjeik
- 2011 Poreč

## Overzicht uitzendingen Musikantenstadl
Uitzendingen en opnameplaatsen:
| 1981 - Aflevering 1 (5 maart 1981): Enns - Aflevering 2 (7 juni 1981): Bärnbach - Aflevering 3 (30 juli 1981): Feldkirch - Aflevering 4 (22 oktober 1981): Wenen - Aflevering 5 (17 december 1981): Linz 1982 - Aflevering 6 (4 maart 1982): Feldbach - Aflevering 7 (6 mei 1982): Hollabrunn - Aflevering 8 (24 juni 1982): Wenen - Aflevering 9 (5 augustus 1982): Gmunden - Aflevering 10 (23 september 1982): Kitzbühel - Aflevering 11 (25 november 1982): Linz 1983 - Aflevering 12 (3 februari 1983): Murau - Aflevering 13 (14 april 1983): Tulln an der Donau - Aflevering 14 (2 juni 1983): Innsbruck - Aflevering 15 (14 juli 1983): Dornbirn - Aflevering 16 (11 augustus 1983): Graz - Aflevering 17 (15 september 1983): Villach - Aflevering 18 (13 oktober 1983): Brixen - Aflevering 19 (1 december 1983): Steyr 1984 - Aflevering 20 (9 februari 1984): Eisenerz - Aflevering 21 (12 april 1984): Zeltweg - Aflevering 22 (10 mei 1984): Baden - Aflevering 23 (4 oktober 1984): Feldbach - Aflevering 24 (8 november 1984): Wels - Aflevering 25 (6 december 1984): Ternitz - Silvesterstadl (31 december 1984): Linz 1985 - Aflevering 26 (16 februari 1985): Salzburg - Aflevering 27 (13 april 1985): Wenen - Aflevering 28 (25 mei 1985): Graz - Aflevering 29 (31 augustus 1985): Portorož/Toenmalige Joegoslavië nu Slovenië - Aflevering 30 (12 oktober 1985): Hollabrunn - Aflevering 31 (7 december 1985): Linz 1986 - Aflevering 32 (13 februari 1986): Stockerau - Aflevering 33 (20 maart 1986): Sankt Veit an der Glan - Aflevering 34 (22 mei 1986): Innsbruck - Aflevering 35 (4 september 1986): Güssing - Aflevering 36 (16 oktober 1986): Salzburg - Aflevering 37 (11 december 1986): Schladming 1987 - Aflevering 38 (12 februari 1987): Perg - Aflevering 39 (9 april 1987): Murau - Aflevering 40 (28 mei 1987): Wiener Neustadt - Aflevering 41 (6 augustus 1987): Gmunden - Aflevering 42 (17 september 1987): München - Aflevering 43 (11 december 1987): Wenen 1988 - Aflevering 44 (4 februari 1988): Sölden - Aflevering 45 (14 april 1988): Lustenau - Aflevering 46 (9 juni 1988): Hollabrunn - Sonderstadl (10 september 1988): Moskou - Aflevering 47 (29 september 1988): Klagenfurt - Aflevering 48 (10 november 1988): Steyr - Aflevering 49 (8 december 1988): Perchtoldsdorf 1989 - Aflevering 50 (4 februari 1989): Linz - Aflevering 51 (6 april 1989): Seefeld - Aflevering 52 (8 juni 1989): Schladming - Aflevering 53 (14 september 1989): Fürstenfeld - Aflevering 54 (12 oktober 1989): Bad Vöslau - Aflevering 55 (7 december 1989): Schärding - Sonderstadl (17 december 1989): Cottbus/toenmalige DDR vlak na de val van de muur - Silvesterstadl (31 december 1989): Sölden 1990 - Aflevering 56 (8 februari 1990): Hartberg - Aflevering 57 (5 april 1990): Fulpmes - Aflevering 58 (7 juni 1990): Neurenberg - Aflevering 59 (6 september 1990): Herzogenburg - Aflevering 60 (25 oktober 1990): Maribor-Marburg/ toenmalig Joegoslavië nu Slovenië - Aflevering 61 (6 december 1990): Salzburg - Silvesterstadl (31 december 1990): Chemnitz 1991 - Aflevering 62 (14 februari 1991): Oberwart - Aflevering 63 (4 april 1991): Wenen - Aflevering 64 (25 mei 1991): Lustenau - Aflevering 65 (20 juli 1991): Saarbrücken - Aflevering 66 (24 augustus 1991): Liezen - Aflevering 67 (28 september 1991): Kiel - Aflevering 68 (31 oktober 1991): Bozen - Aflevering 69 (23 november 1991): Bad Vöslau - Silvesterstadl (31 december 1991): Linz 1992 - Aflevering 70 (8 februari 1992): Freistadt - Aflevering 71 (18 april 1992): Böblingen - Aflevering 72 (30 mei 1992): Villach - Best Of (1 augustus 1992) - Aflevering 73 (19 september 1992): München - Aflevering 74 (31 oktober 1992): Wiener Neustadt - Aflevering 75 (21 november 1992): Leibnitz - Silvesterstadl (31 december 1992): Sankt Pölten 1993 - Aflevering 76 (13 februari 1993): Eisenstadt - Aflevering 77 (24 april 1993): Saalfelden - Aflevering 78 (29 mei 1993): Halle an der Saale - Best Of (31 juli 1993): Wolfgangsee - Aflevering 79 (11 september 1993): Bazel - Aflevering 80 (6 november 1993): Wolfsberg - Aflevering 81 (4 december 1993): Salzburg - Silvesterstadl (31 december 1993): Bozen 1994 - Aflevering 82 (19 februari 1994): Schladming - Aflevering 83 (19 maart 1994): St. Johann in Tirol - Aflevering 84 (26 mei 1994): Toronto/Canada - Best Of (30 juli 1994): Montafon - Aflevering 85 (27 augustus 1994): Kapfenberg - Aflevering 86 (24 september 1994): Hamburg - Aflevering 87 (12 november 1994): Klagenfurt - Silvesterstadl (31 december 1994): Linz 1995 - Aflevering 88 (25 februari 1995): Voitsberg - Aflevering 89 (1 april 1995): Cottbus - Aflevering 90 (14 mei 1995): Zürich - Aflevering 91 (8 juli 1995): Garmisch-Partenkirchen - Best Of (29 juli 1995) - Aflevering 92 (23 september 1995): Melbourne/Australië - Aflevering 93 (25 november 1995): Graz-Puntigam - Silvesterstadl (31 december 1995): Klagenfurt 1996 - Aflevering 94 (3 februari 1996): Schärding - Aflevering 95 (13 april 1996): Amstetten - Aflevering 96 (1 juni 1996): Innsbruck - Aflevering 97 (21 september 1996): Bremerhaven - Aflevering 98 (26 oktober 1996): Salzburg - Aflevering 99 (30 november 1996): Kaapstad/Zuid-Afrika - Silvesterstadl (31 december 1996): Wiener Neustadt 1997 - Aflevering 100 (15 februari 1997): Wenen - Aflevering 101 (19 april 1997): München - Aflevering 102 (7 juni 1997): Gmunden - Aflevering 103 (20 september 1997): Deutschlandsberg - Aflevering 104 (25 oktober 1997): Krems an der Donau - Aflevering 105 (6 december 1997): Seefeld - Silvesterstadl (31 december 1997): Linz | 1998 - Aflevering 106 (31 januari 1998): Dornbirn - Aflevering 107 (14 maart 1998): Orlando/VS (Disneyworld) - Aflevering 108 (18 april 1998): Innsbruck - Best Of (11 Juli 1998) - Aflevering 109 (26 september 1998): Hof (Saale) - Aflevering 110 (14 november 1998): Bad Gleichenberg - Silvesterstadl (31 december 1998): Sankt Pölten 1999 - Aflevering 111 (13 februari 1999): Eferding - Musikantenstadl unterwegs (20 maart 1999): Kastelruth, Villach, Werfen en Lienz - Aflevering 112 (1 mei 1999): Bozen - Aflevering 113 (18 september 1999): München - Aflevering 114 (16 oktober 1999): Peking/China - Aflevering 115 (27 november 1999): Salzburg - Silvesterstadl (31 december 1999): Berlijn 2000 - Aflevering 116 (4 maart 2000): Bazel - Aflevering 117 (15 april 2000): Graz - Aflevering 118 (3 juni 2000): Rostock - Best Of (5 augustus 2000) - Aflevering 119 (23 september 2000): Stuttgart - Aflevering 120 (28 oktober 2000): Bad Vöslau - Silvesterstadl (31 december 2000): Wels 2001 - Musikantenstadl unterwegs (24 februari 2001): New York, New Orleans en het Caribisch gebied - Aflevering 121 (10 maart 2001): Wenen - Aflevering 122 (2 juni 2001): Schruns-Tschagguns - Best Of (18 augustus 2001) - Aflevering 123 (22 september 2001): Braunschweig - Aflevering 124 (8 december 2001): Dubai/Verenigde Arabische Emiraten - Silvesterstadl (31 december 2001): Augsburg 2002 - Aflevering 125 (9 maart 2002): Oberwart - Aflevering 126 (6 april 2002): Oldenburg - Aflevering 127 (8 juni 2002): Bozen - Aflevering 128 (21 september 2002): Wiener Neustadt - Aflevering 129 (16 november 2002): Bad Gleichenberg - Silvesterstadl (31 december 2002): Linz 2003 - Aflevering 130 (1 maart 2003): Graz - Aflevering 131 (26 april 2003): Dornbirn - Aflevering 132 (14 juni 2003): Flensburg - Aflevering 133 (27 september 2003): Sankt Pölten - Aflevering 134 (22 november 2003): Salzburg - Silvesterstadl (31 december 2003): Hannover 2004 - Aflevering 135 (6 maart 2004): Seefeld - Aflevering 136 (17 april 2004): Wenen - Aflevering 137 (5 juni 2004): Bremen - Aflevering 138 (25 september 2004): Mörbisch - Aflevering 139 (6 november 2004): Passau - Silvesterstadl (31 december 2004): Innsbruck 2005 - Aflevering 140 (5 maart 2005): Bruck an der Mur - Aflevering 141 (23 april 2005): Füssen - Aflevering 142 (11 juni 2005): Bozen - Aflevering 143 (17 september 2005): Wiener Neustadt - Aflevering 144 (19 november 2005): Husum - Silvesterstadl (31 december 2005): Klagenfurt 2006 - Aflevering 145 (23 september 2006): Wiener Neustadt - Aflevering 146 (18 november 2006): Graz - Silvesterstadl (31 december 2006): Innsbruck 2007 - Aflevering 147 (17 februari 2007): Bazel - Aflevering 148 (28 april 2007): Klagenfurt - Aflevering 149 (16 juni 2007): Wenen - Aflevering 150 (22 september 2007): Salzburg - Aflevering 151 (17 november 2007): Passau - Silvesterstadl (31 december 2007): Oberwart 2008 - Aflevering 152 (8 maart 2008): Bazel - Aflevering 153 (26 april 2008): Klagenfurt - Aflevering 154 (5 juli 2008): Dornbirn - Aflevering 155 (20 september 2008): München - Aflevering 156 (15 november 2008): Innsbruck - Silvesterstadl (31 december 2008): Graz 2009 - Aflevering 157 (7 maart 2009): Riesa - Aflevering 158 (18 april 2009): Tulln - Aflevering 159 (23 mei 2009): Fribourg - Aflevering 160 (19 september 2009): Linz - Aflevering 161 (14 november 2009): Passau - Silvesterstadl (31 december 2009): Wiener Neustadt 2010 - Aflevering 162 (13 maart 2010): Garmisch-Partenkirchen - Aflevering 163 (24 april 2010): Salzburg - Aflevering 164 (29 mei 2010): Davos - Aflevering 165 (18 september 2010): Bozen - Silvesterstadl (31 december 2010): Klagenfurt 2011 - Aflevering 166 (26 maart 2011) : Fribourg (Jubileumshow) - Aflevering 167 (7 mei 2011) : Poreč - Aflevering 168 (17 september 2011) : Riesa - Aflevering 169 (19 november 2011) : Linz - Silvesterstadl (31 december 2011) : Graz 2012 - Aflevering 170 (3. maart 2012): Wiener Neustadt - Aflevering 171 (5. mei 2012): Kreuzlingen - Aflevering 172 (15 september 2012): Krefeld - Silvesterstadl (10 november 2012): Innsbruck 2013 - Aflevering 173 (6 april 2013) Salzburg (stad) - Aflevering 174 (15 juni 2013) Ingolstadt - Best Of (24 augustus 2013) Chiemsee (gemeente) - Aflevering 175 (14 september 2013) Tulln an der Donau - Aflevering 176 (16 november 2013) Basel (Zwitserland) - Silvesterstadl (31 december 2013) Klagenfurt 2014 - Aflevering 177 (8 maart 2014) Wiener Neustadt - Aflevering 178 (3 mei 2014) Fribourg (stad) - Best Of (16 augustus 2014) Vierwaldstättersee - Aflevering 179 (27 september 2014) Passau - Silvesterstadl (31 december 2014) Graz 2015 - Aflevering 180 (28 maart 2015) Oberwart (district) - Aflevering 181 (27 juni 2015) Pula (Kroatië) - Aflevering 182 (12 september 2015) Offenburg - Silvesterstadl (31 december 2015) Linz 2016 - Silvesterstadl (31 december 2016) Graz 2017 - Silvestershow (31 december 2017) Graz 2018 - Silvestershow (31 december 2018) Linz 2019 - Silvestershow (31 december 2019) Offenburg 2020 - Silvestershow (31 december 2020) Offenburg 2021 - Silvestershow (31 december 2021) Offenburg |